# Sankt Mikaels kyrka, Malmö

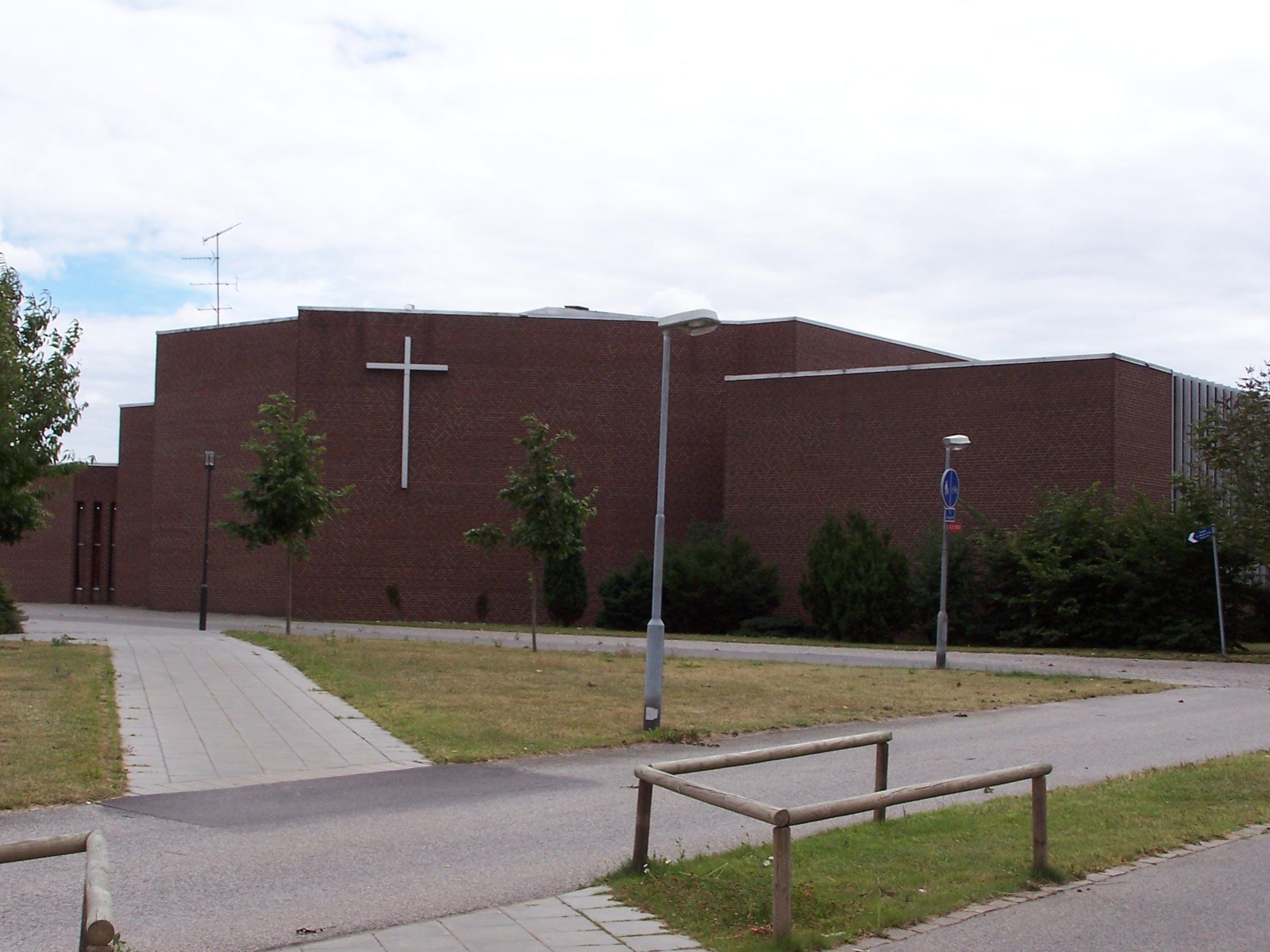
Sankt Mikaels kyrka

Sankt Mikaels kyrka är en kyrkobyggnad i stadsdelen Lindeborg i södra Malmö. Den är församlingskyrka i Hyllie församling i Lunds stift.

## Kyrkobyggnaden
Kyrkan byggdes 1976–1978 efter ritningar av Bror Thornberg och Einar Jangbro. Den rymmer cirka 400 personer och är sammanbyggd med församlingslokaler, däribland ett kapell med plats för 50 personer.
Kyrkan invigdes 8 oktober 1978 i närvaro av kung Carl XVI Gustaf och drottning Silvia.
Byggnaderna är grupperade som slutna kubiska former och har plana tak i varierade höjd. Fasaderna är i mörkrött Helsingborgstegel. Kyrkorummet har många hörn och är brett i förhållande till längden. Väggarnas tegelytor får en mönstereffekt genom att koppstenarna skjuter ut i relief. Ett fåtal smala höga fönster i nordväggen ger sparsamt med ljus. Koret har en starkare belysning genom ett högt placerat fönster. Bänkarna i kyrkan är fasta och ordnade radiellt.
Byggnaden är sedan 2002 skyddad enligt kulturmiljölagen.

## Inventarier
- Predikstolen är gjord av aluminiumprofiler.
- Altartavlan av färgat glas med invändig belysning är ett verk av Edvin Öhrström.
- Dopfunten är även den av glas och har Öhrström som upphovsman.
- Dopskålen i silver är skapad av Elon Arenhill.
- Öhrström har även formgivit en ljuskrona bakom predikstolen.
- Orgeln med 25 stämmor är byggd av Mårtenssons orgelfabrik 1979.
- Tre klockor hänger ovanför orgeln. Den stora klockan väger 570 kg och göts av Ohlssons klockgjuteri i Ystad 1978. Mellanklockan väger 405 kg och lillklockan väger 250 kg.

### Orgel
- Den nuvarande orgeln byggdes 1979 av A. Mårtenssons Orgelfabrik AB, Lund en orgel med mekanisk traktur och elektrisk registratur (ny fasad). Orgeln hade ursprungligen 4 fria kombinationer, idag system med sequencer.

| Huvudverk I       | Svällverk II      | Pedal              | Koppel |
| Gedacktpommer 16´ | Gedackt 8´        | Subbas 16´         | I/P    |
| Principal 8´      | Unda maris 8'     | Oktavbas 8'        | II/P   |
| Rörflöjt 8'       | Principal 4'      | Borduna 8'         | II/I   |
| Oktava 4'         | Rörgedackt 4'     | Kvintadena 4'      |        |
| Flöjt 4'          | Blockflöjt 2'     | Rauschkvint 3 chor |        |
| Kvinta 2 2/3'     | Larigot 1 1/3'    | Fagott 16'         |        |
| Oktava 2'         | Scharf 3 chor     | Zinka 4'           |        |
| Ters 1 3/5'       | Oboe 8'           |                    |        |
| Mixtur 4-5 chor   | Tremulant         |                    |        |
| Trumpet 8'        | Crescendosvällare |                    |        |

### Webbkällor
- Svenska kyrkan Kulladals församling
- Svenska kyrkan Malmö
- Wikimedia Commons har media som rör Sankt Mikaels kyrka, Malmö.